# Ежегодники астрономические

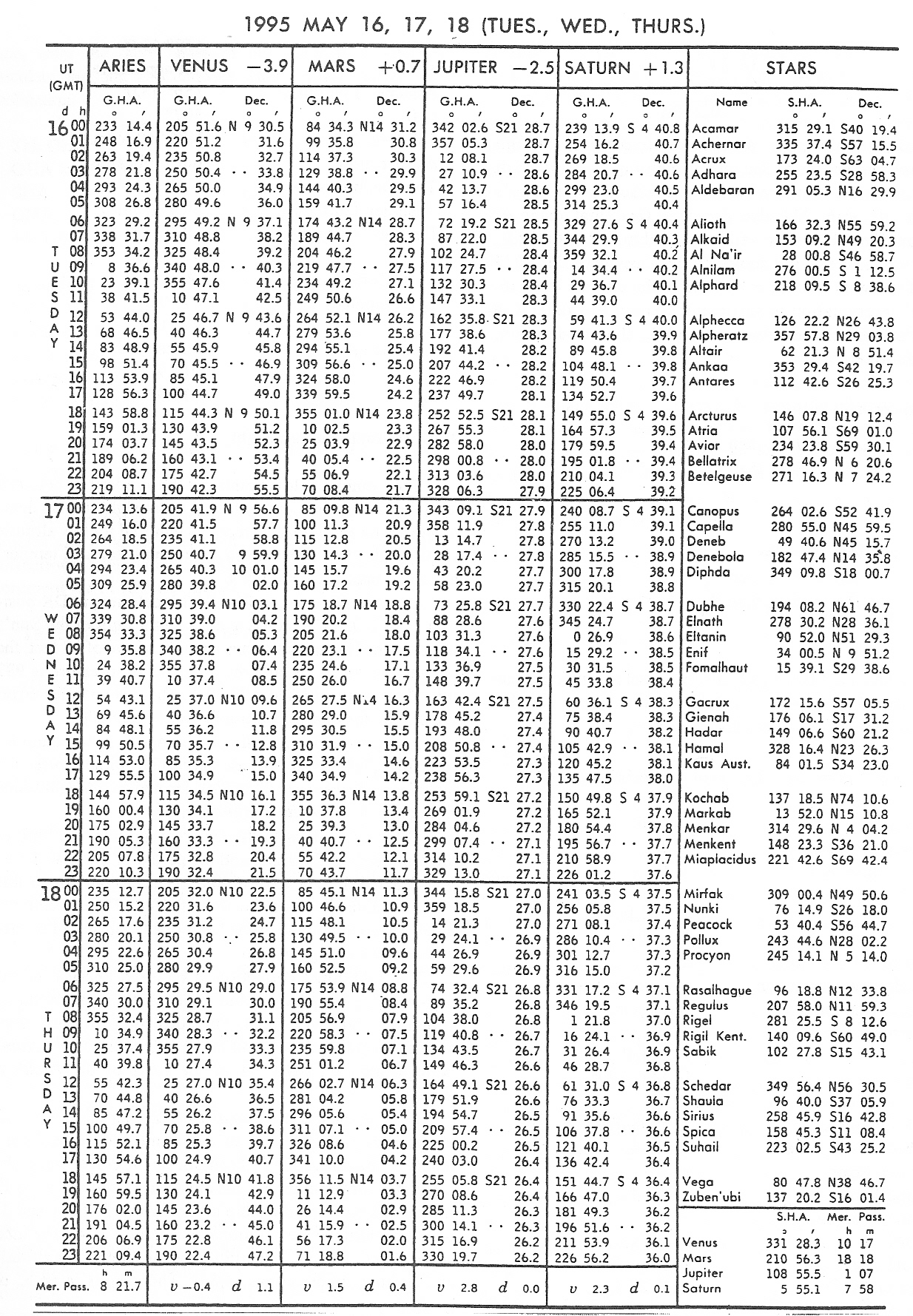
Эфемериды из британского астрономического ежегодника «The Nautical Almanac»

Ежегодники астрономические — специализированные научные или научно-популярные периодические ежегодные печатные издания. 
Астрономические ежегодники представляют собой альманахи, журналы или брошюры, которые, как видно из названия, выходят с периодичность один раз в календарный год. Они включают в себя астрономические таблицы, содержащие эфемериды видимых с поверхности Земли небесных тел (от самых заметных: Луны, Солнца, Полярной зведы, до неразличииых невооружённым глазом). Такого рода издания подразделяются на основные, авиационные (например «Авиационный астрономический ежегодник» издававшийся в СССР), орбитальные (с координатами искусственных спутников Земли на определенные даты), морские (нпр. британский «Морской альманах») и другие. Такие сборники были востребованы прежде всего в астрономии и для навигации, но кроме того они оказались очень дельным подспорьем в геодезии и картографии.
В Российской империи первым отдельно изданным астрономическим ежегодником стал напечатанный в 1814 году Фёдором Ивановичем Шубертом «Морской месяцеслов», хотя первые эфемериды были приведены в учебнике «Арифметика, сиречь наука числительная с разных диалектов на славенский язык переведеная и во едино собрана, и на две книги разделена» за авторством Леонтия Филипповича Магницкого в самом начале XVIII века.
В Российской Федерации начиная с 1998 года издаётся свой астрономический ежегодник (наследник «Астрономического ежегодника СССР») под патронажем Института теоретической астрономии Российской академии наук (ныне Институт прикладной астрономии РАН). Он включает эфемериды вычисленные с максимальной точностью в соответствии со стандартами, утверждёнными Международным астрономическим союзом, а также сведения о различных астрономических явлениях — затмениях Солнца и Луны, восходах и заходах Солнца и Луны, планетных конфигурациях и т. д. Эти издания являются единственными официальными эфемиридными документами в России, которыми могут пользоваться различные потребители и которые могут служить эфемеридным стандартом в любых работах.